# 131P/Mueller
131P/Mueller 2, komet Jupiterove obitelji.